# Johan Bengt-Påhlsson

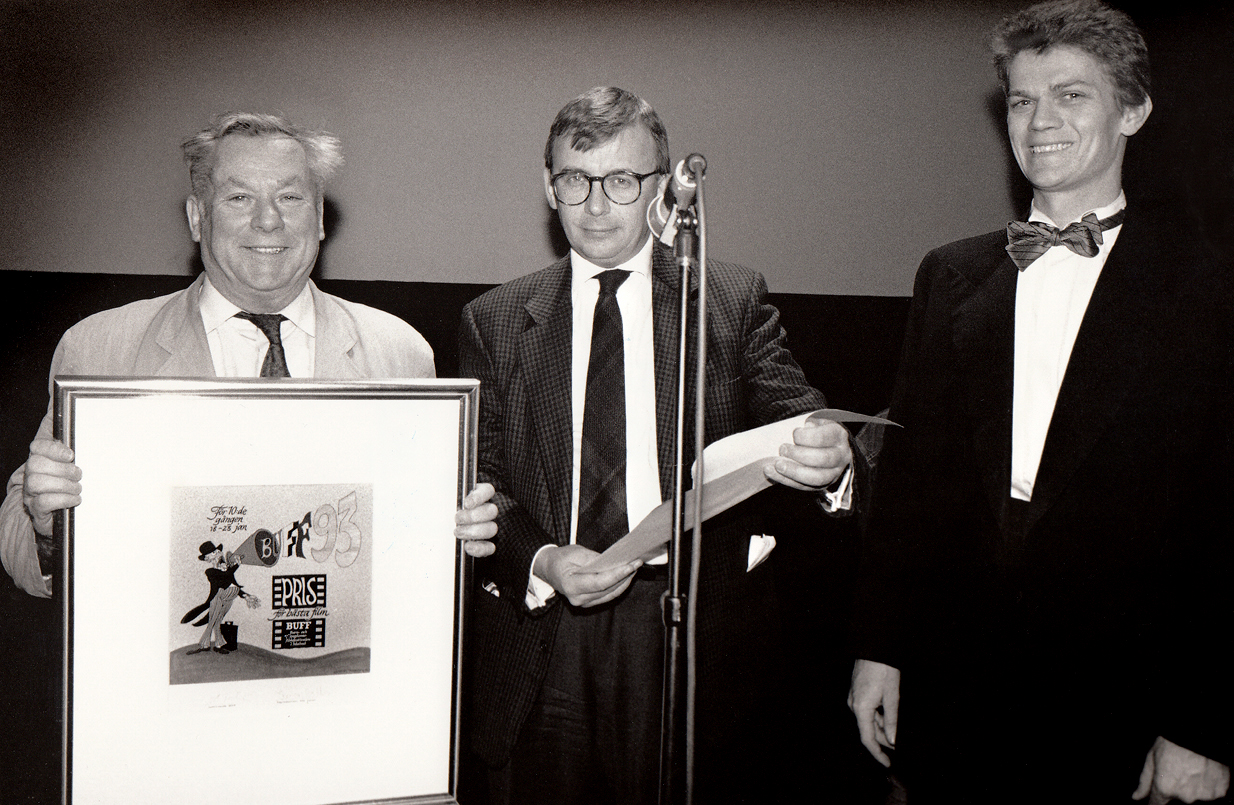
Johan Bengt-Påhlsson (i mitten) delar ut ett filmpris vid BUFF Filmfestival 1993.

Johan Bengt-Påhlsson, född 1946, är en svensk journalist och politiker. 
Bengt-Påhlsson blev chefredaktör för Lundagård 1973, var vice ordförande i Fria Moderata Studentförbundet 1974 och senare ledarskribent på Svenska Dagbladet.
Han invaldes i Malmö kommunfullmäktige 1985 och var ordförande i fastighetsnämnden 1986–88, ordförande i Malmö Kommunala Bostads AB 1987–88, vice ordförande i stadsbyggnadsnämnden 1989–91 och kommunalråd för kulturroteln 1991–94.
I slutet av 1990-talet var Johan Bengt-Påhlsson rektor för Konstfack för att därefter bli kulturråd vid Sveriges ambassad i Berlin.